# Birgitta Larsson (historiker)
Rut Karin Birgitta Larsson, född 29 maj 1939 i Västerås, är en svensk historiker. 
Larsson, som är dotter till försäljningskonsulent Gösta Österlund och barnskötare Jenny Johansson, blev filosofie magister i Uppsala 1965 och utexaminerades från lärarhögskolan i Uppsala 1966. Hon var lärare i Ludvika 1966–1968, missionär i Bukoba, Tanzania, 1969–1975, lärare vid Rudbeckianska gymnasiet i Västerås 1976–1980, missionär i Tanzania 1981–1984, bedrev därefter doktorandstudier och blev filosofie doktor i historia i Uppsala 1991 på avhandlingen Conversion to Greater Freedom? Women, Church and Social Change in North-western Tanzania under Colonial Rule.  Hon var avdelningschef vid Svenska kyrkans mission 1989–1991 och missionsdirektor från 1991. Hon var medlem av Kyrkornas världsråds centralkommitté 1983–1991 och har även varit ordförande i Sveriges kyrkliga kvinnoråd.